# 1997 QH4
1997 QH4 est un objet transneptunien faisant partie des cubewanos. 

## Caractéristiques
1997 QH4 mesure environ 180 km de diamètre.